# Gunupur
Gunupur är en ort i Indien.   Den ligger i distriktet Rayagada och delstaten Odisha, i den centrala delen av landet, 1 300 km sydost om huvudstaden New Delhi. Gunupur ligger 87 meter över havet och antalet invånare är 22 264.
Terrängen runt Gunupur är platt åt nordväst, men åt sydost är den kuperad. Runt Gunupur är det ganska tätbefolkat, med 100 invånare per kvadratkilometer. Det finns inga andra samhällen i närheten. Omgivningarna runt Gunupur är en mosaik av jordbruksmark och naturlig växtlighet.